# 戈羅帕伊
50°0′50″N 27°50′2″E / 50.01389°N 27.83389°E
戈羅帕伊（烏克蘭語：Горопаї）是烏克蘭北部的村莊，隸屬日托米爾州的日托米爾區。該村面積21.9平方公里，海拔高度280米，2001年人口592，人口密度每平方公里27.03人。